# Ivan Marchuk
Pour les articles homonymes, voir Marchuk.
Ivan Stepanovitch Martchouk (en ukrainien :  Іва́н Степа́нович Марчу́к), né le 12 mai 1936 à Moskalivka, est un artiste ukrainien, l'un des fondateurs de l'avant-garde ukrainienne, lauréat du prix national Taras Chevtchenko en 1997, l'artiste du Peuple de l'Ukraine en 2002. En octobre 2007, selon le Telegraph Co.uk et le vote des Britanniques, Ivan Marchuk arrive à la 72e place des « 100 génies vivants » de notre temps. Ivan Marchuk est l'auteur de la technique unique de peinture que les critiques appellent « pleuntanizm » : ses peintures ressemblent à la forme des fils enchevêtrés du tissu.

## Biographie
Ivan Marchuk est né dans le village de Moskalivka de la Voïvodie de Volhynie dans la Deuxième République de Pologne (l'actuelle Oblast de Ternopil en Ukraine) le 12 mai 1936. En 1951-1956, il fait ses études à l'École des Beaux-Arts de Lviv. Après son service militaire, il entre à l'Institut des Arts et Métiers de Lviv. Il s'installe à Kiev en 1965. Sa première exposition personnelle a eu lieu en 1979. En 1988, il a été admis à l'Union des Artistes. En 1989, il a émigré en Australie. Il a vécu à Sydney, puis à Toronto et New York, avant de rentrer à Kiev le 18 septembre 2001. Son exil aurait en tout duré douze ans. Il vit actuellement à Kiev. En 1997 étant en exil, il a reçu le prix national Taras Chevtchenko pour le cycle de peintures Chevtchenkiana et La voix de mon âme et a reçu le titre de Légende nationale d'Ukraine.

## Style et philosophie de l'artiste
Considérant rétrospectivement sa propre vie, Ivan Marchuk divise ses œuvres en cinq principales périodes de la créativité : Les Fleurs, Les Paysages, Le Portrait, La Composition abstraite et maintenant, Marchuk a la période abstraite intitulée Les Regards sur l'infini. Ivan Marchuk est un philosophe de la peinture. Il a commencé son propre style dans l'art, que les critiques appellent pleuntanizm,. Le nom vient du mot ukrainien pleuntaty (пльонтати) qui signifie « emmêler ». Ce mot très précisément décrit le style de l'artiste. À première vue, les images semblent tissés de nombreux brins. Le pinceau du peintre fait une certaine forme de fils multicolores tissés dans l'image hyperréaliste.
Ivan Marchuk ne vend pas ses œuvres[réf. souhaitée] : ses tableaux sont accrochés dans les musées et galeries d'art.

## Expositions personnelles
- 2007 - Musée d'Ivan Kavaleridze, Kiev, Ukraine. Музей-майстерня Івана Кавалерідзе
- 2007 - Galerie "Da Vinci", à Kiev, Ukraine. Галерея Da Vinci
- 2007 - Musée nationale d'Art russe de Kiev, Kiev, Ukraine. Національний музей російського мистецтва
- 2006 - Maison de l'Ukraine, Kiev, Ukraine. Український дім
- 2006 - UNESCO, Paris, France.
- 2005 - Maison de l'Ukraine, Kiev, Ukraine. Український дім
- 2005 - Soros Center for Contemporary Art, Kiev, Ukraine. Центр сучасного мистецтва Дж. Сороса
- 2004 - "Le Soleil au zénith" galerie "Mystets", Kiev, Ukraine. "Сонце в зеніті", галерея "Мистець"
- 2004 - Musée d'Ivan Kavaleridze, Kiev, Ukraine. Музей-майстерня Івана Кавалерідзе
- 2004 - Musée national de Taras Chevtchenko, Kiev, Ukraine. Національный музей Т. Г. Шевченко
- 2003 - "Quel nuit au clair de lune" galerie "Mystets", Kiev, Ukraine. Галерея "Мистець"